# René Le Somptier
René Le Somptier (ur. 12 listopada 1884 w Caen, zm. 23 września 1950 w Paryżu) – francuski reżyser, dziennikarz i poeta.

## Twórczość
- 1913 : Un drame de l'air
- 1913 : La Poudre X
- 1914 : Le Raid aérien
- 1914 : Chef d'école
- 1914 : Le Temps des cerises
- 1914 : Au fond du cœur
- 1917 : Aubade à Sylvie
- 1919 : La Sultane de l'amour
- 1920 : La Croisade
- 1920 : La Montée vers l'Acropole
- 1921 : La Bête traquée
- 1923 : La Dame de Monsoreau
- 1923 : La Porteuse de pain
- 1925 : La Forêt qui tue
- 1927 : Le P'tit Parigot